# Mucurilebias leitaoi
Mucurilebias leitaoi é uma espécie de peixe-anual que é endêmica do Brasil onde ocorre, ou ocorreu anteriormente, pois pode ter sido extinta na bacia do rio Mucuri.
Não foi vista desde a série original coletada em 1988 em uma plantação de cacau. Por isso é considerada em perigo crítico de extinção pelo Ministério do Meio Ambiente. A localidade foi muito alterada pela silvicultura com eucalipto para produção de celulose e pela pecuária. M. leitaoi é a única espécie conhecida de seu gênero. A espécie pode atingir um comprimento de 3 cm.